# Принцевское сельское поселение
При́нцевское се́льское поселе́ние — упразднённое муниципальное образование в составе Валуйского района Белгородской области Российской Федерации.
Административный центр — село Принцевка.
19 апреля 2018 года упразднено при преобразовании Валуйского района в Валуйский городской округ.

## История
Принцевское сельское поселение образовано 20 декабря 2004 года в соответствии с Законом Белгородской области № 159.

## Население
| 2010  | 2011  | 2012  | 2013  | 2014  | 2015  | 2016  |
| ----- | ----- | ----- | ----- | ----- | ----- | ----- |
| 1618  | ↘1612 | ↘1573 | ↘1552 | ↘1538 | ↘1527 | ↘1517 |
| 2017  | 2018  |       |       |       |       |       |
| ↘1488 | ↘1456 |       |       |       |       |       |

## Состав сельского поселения
| № | Населённый пункт | Тип населённого пункта       | Население |
| - | ---------------- | ---------------------------- | --------- |
| 1 | Овчинниково      | село                         | ↘117      |
| 2 | Принцевка        | село, административный центр | ↘1031     |
| 3 | Терехово         | село                         | ↘71       |
| 4 | Углово           | село                         | ↘64       |
| 5 | Хохлово          | село                         | ↘335      |

## Инфраструктура
Дом культуры, средняя школа, торговые предприятия.

## Экономика
Сельское хозяйство представлено несколькими кооперативами и фермерскими хозяйствами. Возле села Овчинниково открыта площадка по откорму бройлерной птицы.